# Leva!
Leva! (ISSN 1651-7873) var en månadstidning med inriktning på livsstil för inre välbefinnande. Artiklarna behandlar arbetsliv, personlig utveckling, psykologi, hälsa och relationer. Syftet är att ge lustfylld läsning om livets njutningar och tillvarons guldkant.
Leva kom ut med sitt första nummer i maj 2003 och gavs då ut av Bonnier Tidskrifter. Tidningen köptes sedan loss av chefredaktören Catharina Hansson, som från september 2004 gav ut den på egna förlaget Idéimperiet.
År 2008 sålde Hansson tidningen till Forma Publishing Group. I början av 2011 slogs Leva! ihop med tidningen PS! för att bilda LevaPS. LevaPS lades i sin tur ner 2012.
Leva var en politiskt och religiöst obunden fristående journalistisk tidskrift.

## Källhänvisningar
1. ↑  Forma köper Leva, Dagens Media, 16 juni 2008
2. ↑  Forma i storsatsning, Resumé, 6 december 2010
3. ↑  20 berörs när Forma skrotar och säljer, Resumé, 7 augusti 2012